# Бенджамін Блок

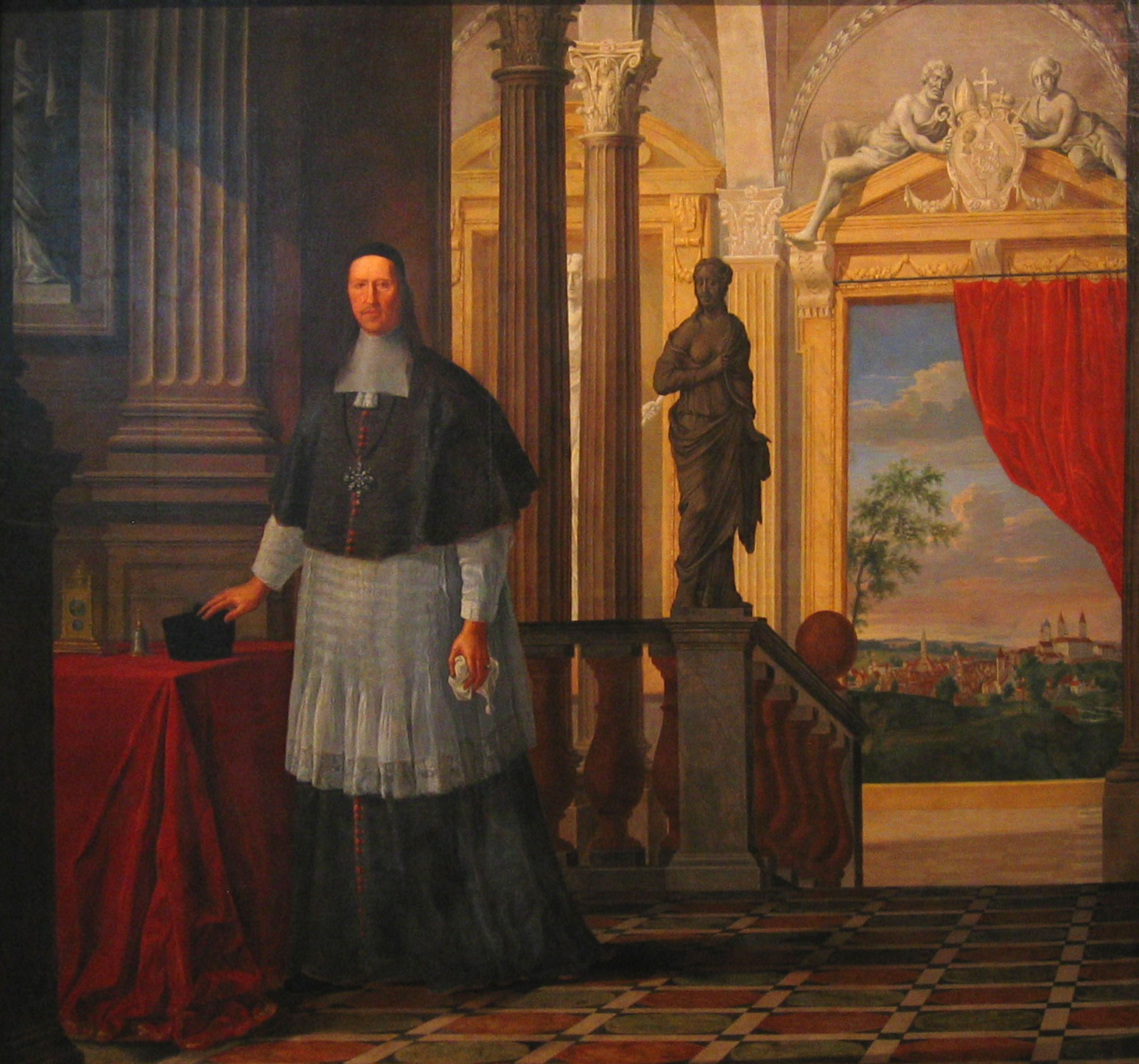
Портрет єпископа Альберта Сигізмунда фон Баєра його авторства.

Бенджамін Блок (Бенджамін фон Блок) (1631, Любек — 1690) — німецько-угорський бароковий маляр XVII століття, що відомий своїми творами в жанрі портрету.

## Біографія
Блок народився 1631 року в Любеку в родині малярів. У 1655 вирушив до Італії, де навчався канонів мистецтва. Після повернення додому фон Блок вирушив до Відня, де познайомився з угорським художником Ференцом Надаші, що запропонував йому писати свої твори в Угорщині. Приїхавши до Угорщини, Блок створив кілька відомих портретів, серед них і самого Ференца та його дружини. Обидва твори збереглися донині.
Потому Блок працював у Лореті (Прага) та Дьйорі, де він малював картини для Ордена єзуїтів. Потому основні теми його творчості були релігійні та пов'язані з релігією символи; в цей період написано портрет Папи Олександра VII.
У часі наступних років свого життя, Блок здійснив численні подорожі по Італії, одвідавши такі міста, як Сієна, Флоренція та Венеція. У 1664 він повернувся до рідної Німеччини, де одружився та оселився в Нюрнбергу.
Бенджамін Блок помер 1690 року в Регенсбургу у віці 59-х років.